# Enzo Porta

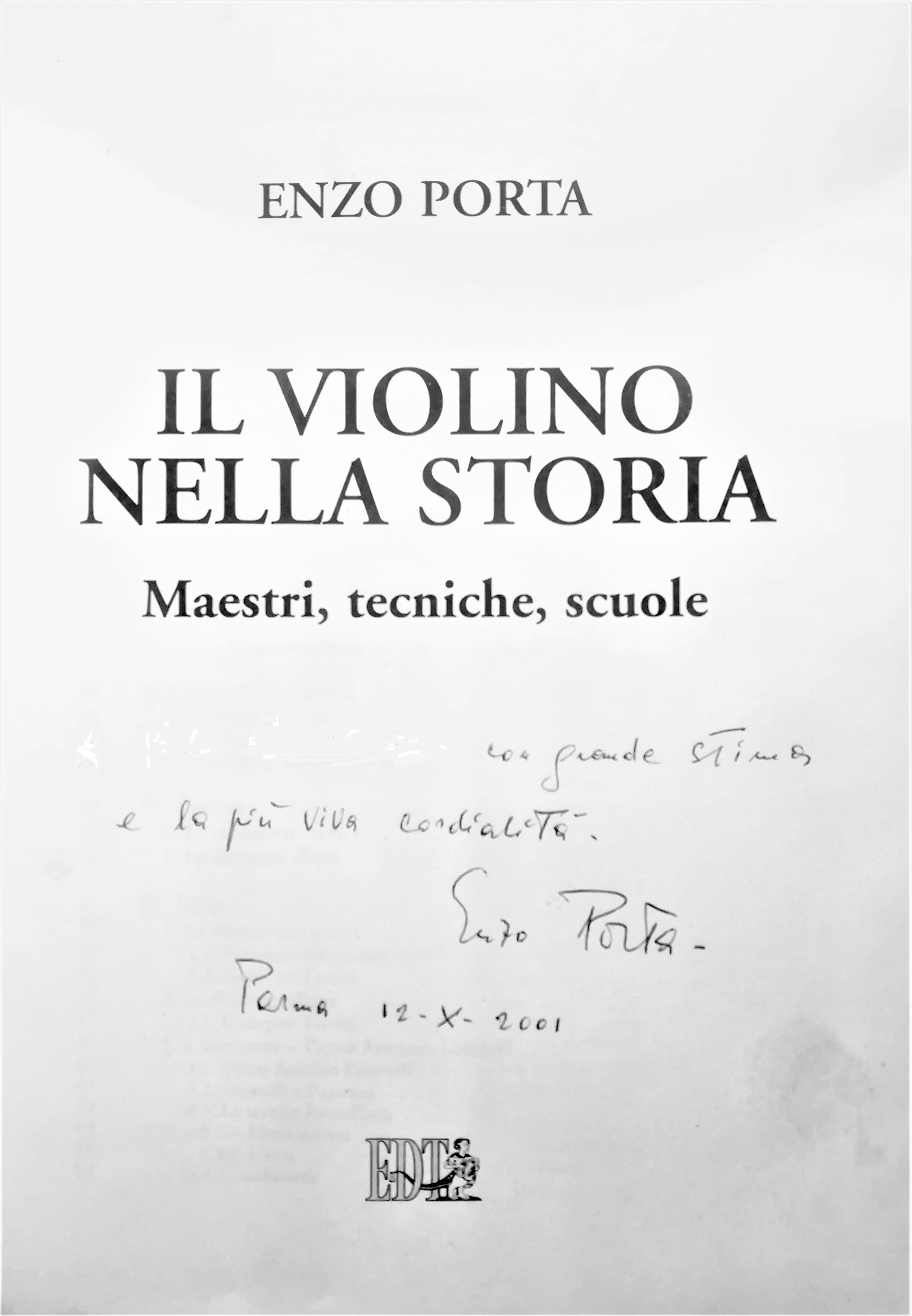
Enzo Porta, Il violino della storia, 2000, frontespizio con autografo

Enzo Porta (Milano, 11 gennaio 1931 – Bologna, 29 ottobre 2020) è stato un violinista e didatta italiano.

## Biografia
Ha compiuto gli studi di violino a Milano con Attilio Crepax e Franco Tufari, perfezionandosi in seguito con Franco Gulli e Alice Pashkus.
Si è dedicato particolarmente alla ricerca didattica e alla diffusione della letteratura del ‘900. A quest'ultima ha dedicato buona parte della sua carriera concertistica, col Quartetto di Milano e con la Società Cameristica Italiana, con programmi per violino solo, per violino e pianoforte (con Adriano Ambrosini), per violino e flauto (Annamaria Morini), esibendosi in Europa, in Canada, negli Stati Uniti, in Medio Oriente e in Sud America. Ha suonato per molte Società di Concerti e in sedi prestigiose, tra cui Londra-Wigmore Hall, Vienna-Konzerthaus, Lipsia- Gewandhaus, Berlino-Deutsche Akademie, Monaco-Neue Musik, Freiburg-Musica Viva, Parigi-Centre de Musique, Ginevra-Cour Saint Pierre, Milano-Società del Quartetto, Roma-Accademia di Santa Cecilia, Madrid-Cantar y taner, Washington-Dumbarton Oaks, Los Angeles-Shrine Auditorium, New York, S. Francisco, Boston, Montréal. Ha partecipato a importanti Festival: Biennale di Venezia, Maggio Musicale Fiorentino, Spoleto, Milano Musica, Roma-Nuova Consonanza, Atene, Aarhrus, Darmstadt, Rouen-Octobre en Normandie, Hannover.
Ha avuto una importante attività didattica, alla Civica Scuola di musica di Milano, presso i Conservatori di Trento, Parma e Bologna, ed in numerosi seminari, in particolare sulla didattica del violino e sulla musica del Novecento.
Interprete di riferimento per la tecnica violinistica di alcuni compositori storici della musica contemporanea italiana, ha collaborato con Giacinto Scelsi, Armando Gentilucci, Franco Donatoni e Adriano Guarnieri dei quali ha realizzato prime esecuzioni e storiche incisioni oltre ad essere destinatario di decine di composizioni a lui dedicate fra le quali si ricordano quelle di Castiglioni, Cisternino, Clementi, Galay, Guarnieri, Mandanici, Mencherini, Perezzani, Rotondi, Sbordoni, Vandor. 
Ha pubblicato: I suoni armonici, nuova classificazione (Ricordi, 1985); I movimenti fondamentali della mano sinistra (con Mary Knepper, Rugginenti, 1995); Movimenti fondamentali della tecnica dell'arco, (Rugginenti, 2007), Il Violino nella Storia (EDT, 2000), oltre a numerosi articoli e saggi, ed ha curato con Albert Dunning un'edizione dei 24 Capricci di Pietro Antonio Locatelli (Schott, 2005)

## Discografia
- John Cage: String Quartet / Winter Music, Quartetto della Società Cameristica Italiana, Fratelli Fabbri Editori, Serie La Musica Moderna n. 102, 1969, MM-1102
- Franco Donatoni / György Ligeti: Doubles / Quartetto IV / Volumina, Quartetto della Società Cameristica Italiana, Fratelli Fabbri Editori, Serie La Musica Moderna n. 105, 1969, MM-1105
- Dieter Schnebel / Christian Wolff / Franco Donatoni / Luciano Berio - Società Cameristica Italiana Quartett, Wergo, WER 60 053
- Schoenberg / Berg / Webern - Webern: Five Movements For String Quartet, Op.5, Quartetto di Milano, Finnadar Records, 1975, SR 9008
- Franco Evangelisti - Società Cameristic Italiana, Edition RZ, 1998, RZ 1011-12
- Wilhelm Furtwängler : Sonata in Re minore per violino e pianoforte, Enzo Porta, Adriano Ambrosini (Rugginenti)
- Muzio Clementi: Sonate per fortepiano con accompagnamento di violino, Enzo Porta, Carlo Mazzoli, Tactus, TC.752801
- Various - Contemporaneo Piano 1991 (Enzo Porta esegue brani di Luciano Berio, Iannis Xenakis e Fernando Mencherini per violino solo), Contempo Records, Contedisc 208
- Musica di Ivan Vandor, Pippo Molino, Paolo Perezzani, Antonio Giacometti, Umberto Rotondi, Arduino Gottardo, Nicola Cisternino, Fernando Mencherini: Enzo Porta, violino, Annamaria Morini, flauto, Edizioni Edipan, PAN 3008
- Giorgio Gaslini: Chamber music, La Bottega Discantica, 1996, Discantica 10
- Collaborazione a John Lewis, Milanese Story/Animal dance, Collectables, 1999[9]

## Curatela
- Antologia di brani per violino: Musiche di oggi per artisti di domani, a cura di William Bignami ed Enzo Porta, Milano, Ricordi, 1990
- Pietro Antonio Locatelli, Ventiquattro Capricci per violino solo op. III, (in base all’edizione critica a cura di Albert Dunning; con diteggiature ed esercizi preparatori di Enzo Porta), London, Schott, 2005

## Scritti
- Il violino, I suoni armonici: classificazione e nuove tecniche, Milano, Ricordi, 1985
- Il violino del ‘900, in «Sonus: materiali per la musica contemporanea», anno 2, n. 3 (giugno-agosto 1990), pp. 57-77
- Il violino nell'epoca della mutazione sonora, in «Sonus: materiali per la musica contemporanea», anno 3, numero 4 (settembre-novembre 1991), pp. 83-95
- (tr. inglese di Franco Sciannameo), The Violin in the 20th Century, in «The Violexchange», volume 6 (1991), pp. 69-82
- Incontro con Franco Gulli, in «Esta Quaderni», (rivista ufficiale di ESTA Italia-European String Teachers Association), anno II, n. 4 (Dicembre 1992), pp. 11-15
- Considerazioni tecnico-esecutive sulle composizioni per violino solo e per violino e orchestra di Giacinto Scelsi, in Giacinto Scelsi Viaggio al centro del suono (a cura di Pierre Albert Castanet e Nicola Cisternino), Ed. Luna , La Spezia 1993 (Prima edizione) - 2001 (Seconda edizione); p. 240-245
- Il violinismo di Adriano Guarneri, in Giulio Castagnoli (a cura di), La conscience aiguë: incontri con compositori italiani : Niccolò Castiglioni, Enrico Correggia, James Dashow, «Quaderni di Musica nuova», s.l., Compositori associati, 1994, pp. 125-146
- La tecnica violinistica dell'Arte del Violino di Pietro Antonio Locatelli, in Albert Dunning (a cura di), Intorno a Locatelli. Studi in occasione del tricentenario della nascita di Pietro Antonio Locatelli (1695-1764), Lucca, LIM, 1995, pp. 879-952
- Il violino: movimenti fondamentali della mano sinistra, Milano, Rugginenti, 1995
- Dominique Hoppenot: Le violon interieur [recensione], in «Esta Quaderni», (rivista ufficiale di ESTA Italia-European String Teachers Association), anno X, n. 12 (Gennaio 2000), pp. 7-15
- Microintervalli. Aspetti violinistici. I microtoni nell’opera di Giacinto Scelsi (1904-1988), in «Esta Quaderni», (rivista ufficiale di ESTA Italia-European String Teachers Association), anno X, n. 13 (Novembre 2000), pp. 4-8
- Il violino nella storia, maestri, tecniche, scuole, Torino, Edt, 2000

- Niccolò Paganini e la scuola violinistica italiana, in «Esta Quaderni», (rivista ufficiale di ESTA Italia-European String Teachers Association), anno XIII, n. 18 (Luglio 2003), pp. 17-27
- La crisi della tonalità e la seconda Scuola di Vienna, in «Esta Quaderni», (rivista ufficiale di ESTA Italia-European String Teachers Association), anno XV n. 21 (Giugno 2005), pp. 23-38

- Movimenti fondamentali della tecnica dell'arco, Milano, Rugginenti, 2007
- Paganini oggi, in «A tutto arco» (rivista ufficiale di ESTA Italia-European String Teachers Association), anno XI, numero 15 (2018), pp. 5-10
- Uno sguardo al violino nel ‘900 e oltre. Compositori ed esecutori a confronto, Ribera-Agrigento,Edizioni Momenti, 2019. ISBN 978-88-3192-35-14

## Traduzioni
- Simon Fischer, Basics, 300 exercices and practice routines for the violin, Edition Peters, 1997; tr. it di Enzo Porta, Basics, 300 esercizi e sistemi di studio quotidiani per violino, Milano, Rugginenti, 2000